# Sandys (Bermudes)
Pour les articles homonymes, voir Sandys.

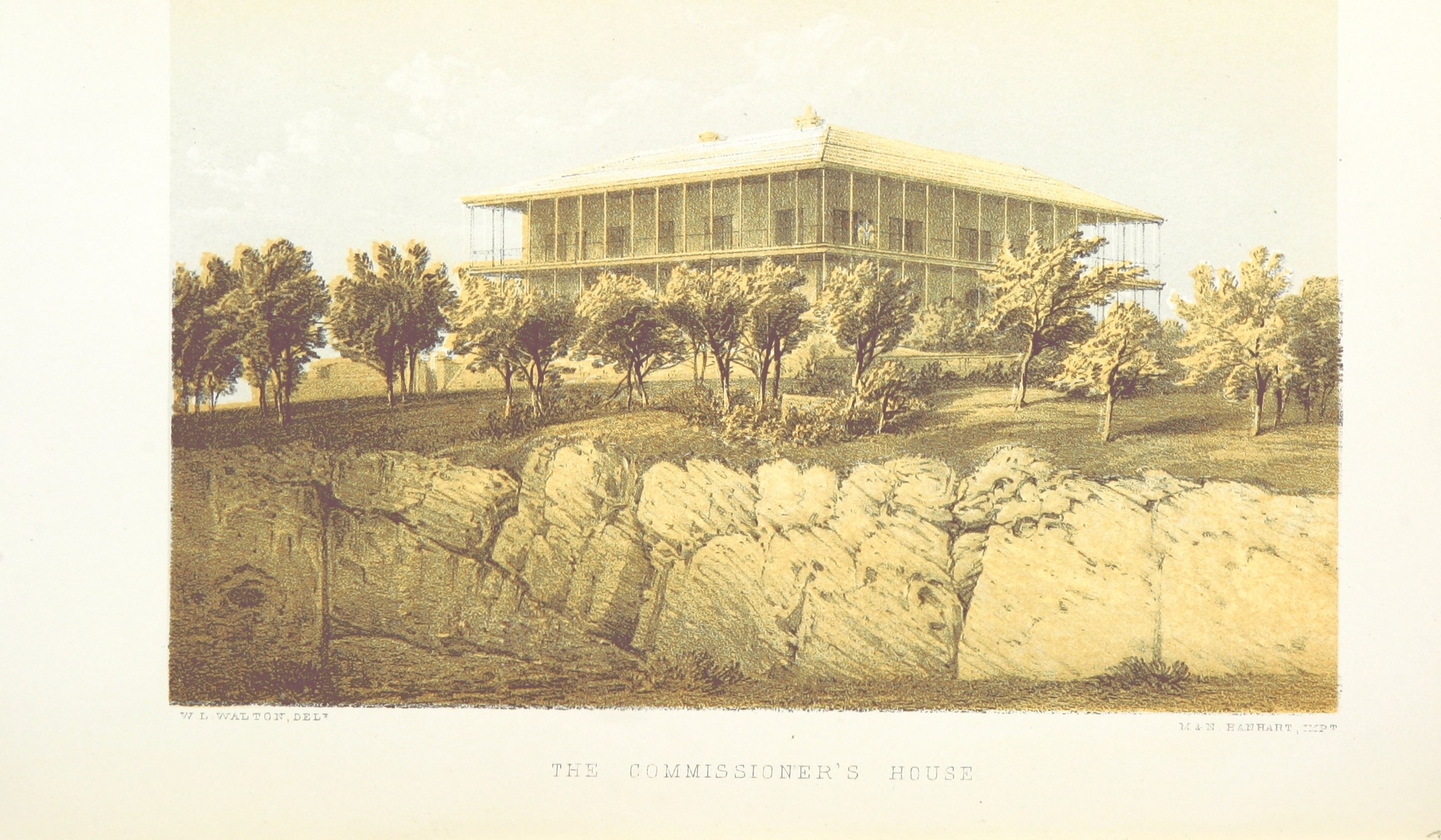
Maison du commissaire sur l'île d'Irlande, 1857

La paroisse de Sandys, l'une des neuf qui composent les Bermudes, tient son nom de l'aristocrate anglais Sir Edwin Sandys (1561-1629).
La paroisse occupe le sud-ouest de l'archipel : elle se compose de trois îles (Ireland, Boaz et Somerset), ainsi que d'une petite partie de l'île principale de l'archipel. Ces îles forment la côte ouest de la Grande Baie. Comme la plupart des autres paroisses des Bermudes, Sandys couvre 2,3 miles carrés (environ 6,0 km2 soit 1 500 acres).
Les éléments naturels de la paroisse sont : Port Ely, les Cathedral Rocks, Daniel's Head, et Mangrove Bay.
Le Pont de Somerset, qui relie le continent à l'île Somerset, et l'ancien Royal Naval Dockyard sur l'île Ireland.
L'île Somerset, la plus importante des trois îles, couvre une surface de 2,84 km2 ; le village éponyme est relié à Hamilton par la route et par voie maritime.